# 서찬교
서찬교(徐贊敎, 1943년 1월 25일, 경상남도 고성읍)는 대한민국의 정치인이다. 서울특별시 성북구청장을 역임했다. 종교는 개신교이다.

## 학력
- 삼곡초등학교 졸업
- 고성중학교 졸업
- 부산고등학교 졸업
- 국민대학교 법학 학사 졸업
- 명지대학교 지방자치대학원 행정학 석사 수료
- 국민대학교 대학원 행정학 박사 수료 (최종)

## 약력
- 1963.05.06 건설부 총무과 재경서기
- 1974.05.24 건설부 기획관리실 행정사무관
- 1978.11.11 국무총리행정조정실 서기관
- 1980.08.04 은평구청 시민국장, 용산구청 재무국장
- 1985.07.08 서울시장 비서실장, 서울시청 보건위생과장, 서울시청 총무과장
- 1991.07.25 서울 양천구 부구청장
- 1992.12.31 서울 구로구 부구청장
- 1995.03.20 송파구 구청장
- 1995.08.16 은평구 부구청장
- 1998.08.12 서울시청 감사관
- 1999.12.20 서울 강동구 부구청장
- 2001.03.01 국제신학대학원 대학교 강사
- 2001.10.01 국민대학교 총동문회 부회장
- 2002.07 ~ 2010.06 제38 ~ 39대 서울 성북구청장 (2선, 한나라당)
- 2004.01 한국행정학회 이사
- 2009년 고려대 공과대학원·서경대·경북대 초빙교수
- 2010.09 현 성신여자대학교 객원교수

## 사건
서울중앙지방검찰청 공안1부(송찬엽 부장검사)는 2006년 4월 10일에 "2006년 1월초 구청장 비서실 직원을 통해 4명의 시의원에게 업무일지가 든 봉투를 전달하면서 같은 당 소속 시의원 3명에게 50만원씩 넣어주면서 열린우리당 소속 시의원에게는 돈을 넣지 않았다"며 "서찬교는 일반적인 격려금 지원이라고 주장하지만, 한나라당내 구청장 공천과 관련해 돈을 돌린게 명백하다"고 하면서 정치자금법 위반 혐의로 사전 구속영장을 청구했지만 서울중앙지방법원 이종석 영장전담 부장판사는 "피의자가 돈을 준 사실을 모두 인정하고 있으나 지급 명목은 검찰과 주장하는 바가 다르다"며 "다만 피의자의 주거가 일정하고 도망할 염려가 없을 뿐 아니라, 금원 지급 자체를 인정하고 있어 구속 재판의 필요성이 적다"면서 구속영장을 기각했다.
2006년 1월초 격려금 명목으로 시의원 3명에게 각각 50만원을 건네고, 다음달 성북구의회 의장에게 세미나 경비 지원 명목으로 330만원을 건넨 혐의로 기소되었다. 
서울중앙지방법원 형사합의23부(부장판사 문용선)는 2006년 6월 29일에 "우리나라는 선거 역사상 불법·탈법 선거 시비에서 한번도 벗어난 적이 없었다 깨끗한 선거를 위해 법원도 엄정하고 신속하게 선고할 필요가 있어 당선무효형을 선고한다"며 벌금 150만원을 선고하면서 "선거의 공정성을 침해하는 선거법 위반행위는 가혹하리만큼 당선무효에 해당하는 형을 선고해야 당선돼도 처벌받는다는 인식이 퍼져 선거문화가 바뀔 수 있다"고 했다.
하지만 항소심에서 서울시 의원 3명에게 50만원씩 150만원을 건넨 행위는 유죄로 판결하면서 구의회 의장에게 세미나 경비지원금 명목으로 건넨 330만원을 건넨 행위는 무죄로 판단하여 벌금 80만원을 선고했다. 그러나 2007년 1월 11일 대법원은 "원심이 든 사유들은 피고인의 행위가 평소 직무상 지방자치단체장이 관행적으로 행해져 온 것으로, 양형에 고려해야 할 사정에 불과할 뿐"이라며 "선거법상 금지의무를 위반한 위법성을 배제할 사유로 볼 수 없다"면서 일부 혐의에 대해 무죄를 선고한 원심을 파기하고 유죄 취지로 서울고등법원으로 되돌려 보냈다.
서울고등법원 형사2부(부장판사 한위수)는 2007년 4월 12일  파기환송심에서  "시의원에게 격려금 명목으로 금품을 건네고 성북구의회 의장에게 세미나 경비를 지급하는 등 피고인의 선거법 위반 행위가 모두 유죄로 인정된다"고 하면서도 "다만 구청 후원에 대한 감사의 인사로 돈을 건넨 점, 세미나 경비 지급 행위가 관행적으로 이뤄져온 사정 등을 참작해 원심을 파기하고 벌금 90만원을 선고한다"며 벌금 90만원을 선고했다.

## 역대 선거 결과
|  | 41.60% |

|  | 59.00% |

|  | 44.93% |

|  | 46.01% |